# ピックルスコーポレーション
株式会社ピックルスコーポレーションは、埼玉県所沢市にある野菜の漬物の製造販売を行う企業である。
本項では、持株会社である株式会社ピックルスホールディングスに関しても記述する。

## 概要
東海漬物の子会社として設立されたものの、漬物業界では東海漬物を上回るシェア1位となっている。出荷先は創業当時から取引関係のあるセブン&アイ・ホールディングスグループが2021年2月期で28.7%を占めている。『ご飯がススム』ブランドで知られる。
商品はキムチなどの漬物が主力だが、2012年に自社で発見した「ピーネ乳酸菌」を使用した甘酒や調味料も販売している。2020年10月、埼玉県飯能市に発酵食品のテーマパーク「OH!!! 発酵、健康、食の魔法!!!」を開業。2022年3月より野菜の生産や加工などの農業事業に参入した。

## 沿革
- 1977年（昭和52年）
  - 2月 - 東海漬物の子会社[7]として愛知県豊橋市に株式会社東海デイリー設立[5]。
  - 7月 - 埼玉県志木市に本社を移転[5]。
  - 12月 - 株式会社セブン-イレブン・ジャパンと取引開始。
- 1978年（昭和53年）9月 - 埼玉県所沢市下安松に本社を移転[5]。
- 1993年（平成5年）9月 - 株式会社ピックルスコーポレーションに社名変更[5]。
- 2000年（平成12年）3月 - 埼玉県所沢市くすのき台に本社を移転[5]。
- 2001年（平成13年）12月 - 日本証券業協会（現：ジャスダック）に株式を店頭登録[5]。
- 2009年（平成21年）4月 - 子会社 株式会社札幌フレストの社名を株式会社ピックルスコーポレーション札幌に変更。
- 2010年（平成22年）4月 - 株式会社彩旬館の社名を株式会社ピックルスコーポレーション関西に変更。
- 2012年（平成24年）10月 - 東洋食品株式会社を子会社化。
- 2014年（平成26年）12月 - 自己株式の公開買付けにより東海漬物が親会社からその他関連会社となる[8]。
- 2016年（平成28年）
  - 3月 - 株式会社フードレーベルホールディングスを子会社化。
  - 12月 - 東京証券取引所第二部に市場変更[5]。
- 2017年（平成29年）11月 - 東京証券取引所第一部に指定替え[5]。
- 2018年（平成30年）2月 - 株式会社ピーネコーポレーションを設立[5]。
- 2019年（令和元年）9月 - 本社を埼玉県所沢市東住吉に移転[5]。
- 2020年（令和2年）10月 - 「OH!!! ～発酵、健康、食の魔法!!!～」を開業。
- 2021年（令和3年）9月1日 - 株式分割を行う。普通株式1株につき2株の割合で分割し、発行済株式総数が1285万4600株となる[9]。
- 2022年（令和4年）
  - 3月1日 - 株式会社ピックルスファームを設立し、農業事業を開始。
  - 8月30日 - 東京証券取引所プライム市場上場廃止[10]。
  - 9月1日 - 単独株式移転により株式会社ピックルスホールディングスを設立。ピックルスホールディングスがピックルスコーポレーションに代わって東京証券取引所プライム市場へ上場[1]。

## ご飯がススム
同社の主力ブランドであるキムチ。2009年10月1日、料理研究家の相田幸二とコラボレーションした「ご飯がススム こうちゃんのキムチ!!」（2022年現在の「ご飯がススム キムチ」の初代に数えられる）として発売開始。
同社と相田のコラボレーションによるキムチの販売は、2008年9月に発売した「こうちゃんの!幸せキムチ」にさかのぼる。しかし「こうちゃんの!幸せキムチ」は売り上げが伸び悩み、半年後にリニューアルするも計画値の50%ほどの売れ行きに留まった。「ご飯がススム こうちゃんのキムチ!!」を発売するにあたって味の見直しを図り、相田のファンが多い若い主婦層にアピールすべく子供でも食べやすい甘みを強調したものとした。
当初の反応こそ伸び悩んだが、ある得意先スーパーの特売での目覚ましい売れ行きがきっかけとなり、その後着実に特売を行う店舗が増えていった。ご飯がススムシリーズは初年度に年間40億円を売り上げ、同社史上最大のヒット商品となった。2010年9月に相田との契約が終了し、パッケージに掲載されているイラストを相田の似顔絵から5人家族をモチーフとしたオリジナルキャラクターに変更した。過去にはピザーラ・カラムーチョ・ふっかちゃん・妖怪ウォッチ・ふなっしーとのコラボレーション商品も販売されたことがある。歴代の商品については外部リンクを参照。
一時期、「ご飯がススム」ブランドで浅漬けや惣菜を展開していたこともあるが、2015年のブランド再編に伴い浅漬けや惣菜を独立したブランドで展開することにし、「ご飯がススム」はキムチ専用のブランドとなった。
また、他企業から「ご飯がススム」ブランドを使用したコラボレーション商品も販売されている。

## 連結経営指標の推移

### ピックルスコーポレーション[5][17][18][4]
| 決算期    | 売上高 （百万円） | 経常利益 （百万円） | 当期純利益 （百万円） | 純資産額 （百万円） | 総資産額 （百万円） |
| --------- | ----------------- | ------------------- | --------------------- | ------------------- | ------------------- |
| 2006年2月 | 16,563            | 205                 | △37                   | 4,822               | 11,486              |
| 2007年2月 | 16,775            | 355                 | 218                   | 4,951               | 10,831              |
| 2008年2月 | 17,870            | 373                 | 205                   | 5,044               | 10,750              |
| 2009年2月 | 18,502            | 413                 | 202                   | 5,181               | 10,729              |
| 2010年2月 | 18,234            | 583                 | 322                   | 5,445               | 11,992              |
| 2011年2月 | 20,824            | 624                 | 365                   | 5,746               | 12,420              |
| 2012年2月 | 21,587            | 1,066               | 591                   | 6,282               | 13,287              |
| 2013年2月 | 24,063            | 974                 | 570                   | 6,778               | 13,786              |
| 2014年2月 | 25,648            | 971                 | 608                   | 7,339               | 14,403              |
| 2015年2月 | 26,805            | 1,098               | 503                   | 6,554               | 15,761              |
| 2016年2月 | 30,152            | 975                 | 692                   | 7,885               | 16,849              |
| 2017年2月 | 35,801            | 867                 | 548                   | 9,308               | 18,524              |
| 2018年2月 | 37,616            | 1,233               | 872                   | 11,129              | 21,123              |
| 2019年2月 | 40,670            | 1,561               | 920                   | 11,904              | 22,132              |
| 2020年2月 | 41,417            | 1,973               | 1,290                 | 13,016              | 24,271              |
| 2021年2月 | 46,020            | 2,829               | 1,832                 | 14,728              | 25,949              |
| 2022年2月 | 45,006            | 3,068               | 2,128                 | 16,757              | 26,091              |

### ピックルスホールディングス[3]
| 決算期    | 売上高 （百万円） | 経常利益 （百万円） | 当期純利益 （百万円） | 純資産額 （百万円） | 総資産額 （百万円） |
| --------- | ----------------- | ------------------- | --------------------- | ------------------- | ------------------- |
| 2023年2月 | 41,052            | 1,650               | 1,138                 | 17,404              | 26,308              |

2023年2月期から「収益認識に関する会計基準」適用している。

## 東海漬物が所有する株式比率の推移
| 決算期    | 所有株式数 （千株） | 所有比率 （%） |
| --------- | ------------------- | -------------- |
| 2013年2月 | 3,178               | 49.67          |
| 2014年2月 | 2,976               | 46.53          |
| 2015年2月 | 1,276               | 19.95          |
| 2016年2月 | 1,276               | 19.95          |
| 2017年2月 | 1,276               | 19.95          |
| 2018年2月 | 1,276               | 19.95          |
| 2019年2月 | 1,276               | 19.95          |
| 2020年2月 | 976                 | 15.27          |
| 2021年2月 | 976                 | 15.20          |
| 2022年2月 | 1,953               | 15.19          |
| 2023年2月 | 1,953               | 15.52          |

2014年12月にピックルスコーポレーションによる公開買付けに東海漬物が応募し140万株減少した。2020年2月25日には東海漬物が所有する株式の立会外分売が実施され30万株減少した。2021年9月1日に普通株式1株につき2株の割合で株式分割した。

## 同業他社との比較
|                  | ピックルスコーポレーション | 東海漬物 | 秋本食品 | 備後漬物 |
| ---------------- | -------------------------- | -------- | -------- | -------- |
| 売上（百万円）   | 46,020                     | 22,100   | 15,200   | 19,100   |
| 純利益（百万円） | 1,832                      | 1,461    | 20       | 63       |
| 総資産（百万円） | 25,949                     | 27,481   | 6,252    | 1,888    |
| 従業員数（人）   | 418                        | 897      | 402      | 692      |

## 事業所
- 統括事業本部（埼玉県入間郡三芳町上富1031-1）
- 千葉工場（千葉県八街市文違301）
- 湘南ファクトリー（神奈川県平塚市大神3036-25）
- 大宮ファクトリー（埼玉県北足立郡伊奈町大針1197）
- 宮城ファクトリー（宮城県加美郡加美町雁原725）
- 福島工場（福島県本宮市荒井青田原1-203）
- 中京工場（愛知県瀬戸市京町2-12）

## 子会社
- 株式会社ピックルスコーポレーション札幌（札幌市白石区米里1条3丁目5-10）
- 株式会社ピックルスコーポレーション関西（京都府乙訓郡大山崎町大山崎鏡田3-100）
- 株式会社ピックルスコーポレーション西日本（佐賀県三養基郡みやき町白壁243-1）
- 株式会社八幡屋（埼玉県所沢市東住吉7-8）
- 株式会社ピックルスファーム（埼玉県入間郡三芳町上富1031-1）
- 東洋食品株式会社（群馬県伊勢崎市長沼町2152-1）
- 株式会社フードレーベル（埼玉県所沢市東住吉7-8）
- 株式会社ピーネコーポレーション（埼玉県入間郡三芳町上富1031-1）
- 株式会社OH（埼玉県飯能市飯能1333）
- 株式会社手柄食品（兵庫県姫路市御国野町深志野431-1）[注釈 5]

## 関係会社
- 株式会社デイリー開発福島（福島県伊達郡桑折町伊達崎巻目79−1）
- 株式会社セキグチデイリー（群馬県館林市近藤町2899-35）
- 株式会社ピックルスコーポレーション長野（長野県塩尻市広丘吉田1710番地）

## 広報活動

### 提供番組
- 東海ラジオ放送 - 5、9、13、17、21、1時の時報CM。同局の所在する愛知県はピックルスの筆頭株主である東海漬物の本拠地であり、ピックルスの直営工場もある
- ABCパワフルアフタヌーン - ABCラジオで平日12時～15時放送中、13時の時報にCMが放送されていた。
- テレフォン人生相談（ニッポン放送） - 2010年にスポンサーを務めていた。
- ドライバーズ・リクエスト（TBSラジオ） - カウキャッチャー扱い
- 文化放送 - 2015年から平日8時に時報CMが放送されている

### CM
- はなわ - CMキャラクター、2019年に「ご飯がススム キムチ 10周年」編に出演
- TRF - CMキャラクター

### スポーツ
- 西武ドーム - 3塁側外野屋根部分に大型広告を掲示、ホームランボールが直撃するとピックルスからホームランを放った選手に賞金が贈られる
- さいたまブロンコス - ユニフォームの背中スポンサー